# Ricardo Luti
Ricardo Natalio Luti Herbera (ciudad de Córdoba, 7 de septiembre de 1924 – 31 de diciembre de 2010, Córdoba, Argentina) fue un botánico, ecólogo y profesor argentino.

## Biografía
Pasó la infancia en Candonga, Sierras de Córdoba, donde aprendió a amar a la naturaleza y donde nació su interés por la conservación ecológica al ver la devastación causada por la tala de los bosques nativos.
Cursó sus estudios secundarios en el Colegio Nacional de Monserrat, donde más tarde sería docente. Cursó sus estudios universitarios en la Facultad de Ciencias Exactas, Físicas y Naturales de la Universidad Nacional de Córdoba donde obtuvo la licenciatura en Botánica en 1947 y el doctorado en Ciencias Naturales en 1954. También recibió el título de profesor de francés en 1947. Asistió a la Universidad de Colorado en Boulder, Estados Unidos, donde obtuvo el título de Master of Science in Ecology en 1954.
Fue socio fundador del Club Andino Córdoba en 1954. Fue socio fundador del Comité Córdoba de Conservación de la Naturaleza o Conaco (la primera organización no gubernamental ambientalista en Córdoba) en 1968. También fue uno de los fundadores de la Facultad de Ciencias Agropecuarias de la Universidad Nacional de Córdoba. Fue el Organizador y Director del Centro de Ecología y Recursos Naturales Renovables (CERNAR) desde su fundación en 1972.

## Honores
- Distinción «Conrad Lorenz», del Centro de Etología y Gestión Faunística en 1989.
- Mención como Profesor Destacado otorgada por la Facultad de Ciencias Agropecuarias de la UN en 1992
- La biblioteca de la Facultad de Ciencias Exactas Físicas y Naturales lleva su nombre.
- Ciudadano Ilustre de la Ciudad de Córdoba En 1995.
- Premio «Jerónimo Luis de Cabrera» como Pionero en la Ecología otorgado por el Gobierno Municipal de Córdoba.
- Premio Nacional del Gobierno de Colombia en 1998.

## Publicaciones
Más de cuarenta artículos científicos y de divulgación, la mayoría en colaboración con otros autores:  Dr. Ricardo Natalio Luti Herbera. Escritos, Conferencias, Ponencias